# Дуглас, Фрэнсис, 8-й граф Уимс
Фрэнсис Уимс Чартерис Дуглас, 8-й граф Уимс, 4-й граф Марч (англ. Francis Wemyss Charteris Douglas, 8th Earl of Wemyss, 4th Earl of March; 15 апреля 1772 — 28 июня 1853) — шотландский пэр. Он был известен как граф Марч с 1810 по 1826 год и как граф Уимс и Марч с 1826 по 1853 год.

## Происхождение и образование
Родился 15 апреля 1772 года. Единственный сын Фрэнсиса Уимса Чартериса, лорда Элхо (1749—1808), и внук Фрэнсиса Чартериса, де-юре 7-го графа Уимса (1723—1808). Его матерью была Сьюзен Трейси-Кек (? — 1835), дочь политика Энтони Кека и внучка Джеймса Гамильтона, 4-го герцога Гамильтона.
Он получил образование в Итонском колледже с 1780 по 1787 год.

## Карьера
23 декабря 1810 года после смерти своего троюродного брата, Уильяма Дугласа, 4-го герцога Куинсберри и 3-го графа Марча (1724—1810), Фрэнсис Чартерис, как прямой потомок по мужской линии леди Энн Дуглас, сестры 1-го графа Марча, унаследовал титулы 4-го графа Марча (Пэрство Шотландии), 4-го лорда Дугласа из Нейдпата, Лайна и Мунарда (Пэрство Шотландии) и 4-го виконта Пиблса (Пэрство Шотландии). Его имя было официально изменено на Фрэнсис Чартерис Уимс Дуглас.
17 июля 1821 года для него был создан титул барона Уимса из Уимса в графстве Файф (Пэрство Соединённого королевства), что давало ему и его потомкам право на автоматическое место в Палате лордов Великобритании.
В 1826 году он добился отмены лишения графства Уимс, ему были возвращены титулы 8-го графа Уимса (Пэрство Шотландии), 8-го лорда Элхо и Метхила (Пэрство Шотландии) и 8-го лорда Уимса из Элхо (Пэрство Шотландии).
С 1821 по 1853 год — лорд-лейтенант Пиблсшира.
В 1830 году он отремонтировал крышу замка Элхо.

## Семья
31 мая 1794 года Фрэнсис Чартерис женился на Маргарет Кэмпбелл (? — 21 января 1850), дочери Уолтера Кэмбелла из Шоуфилда и Айлей и Элеоноры Керр. У супругов было восемь детей:
- Леди Луиза Антуанетта Чартерис (? — 2 июля 1854)
- Леди Харриет Чартерис (? — 30 мая 1858)
- Леди Элеонора Чартерис (7 июля 1796 — 16 сентября 1832), в 1820 году она вышла замуж за своего кузена Уолтера Фредерика Кэмпбелла[англ.] из Шоуфилда
- Фрэнсис Уимс Чартерис, 9-й граф Уимс (14 августа 1796 — 1 января 1883), старший сын и преемник отца
- Уолтер Чартерис (26 мая 1797 — 8 августа 1818)
- Леди Маргарет Чартерис (8 февраля 1800 — 22 октября 1825)
- Леди Кэтрин Чартерис Уимс (20 августа 1801 — 4 января 1844), в 1824 году она вышла замуж за своего двоюродного брата Джорджа Грея, 8-го барона Грея из Гроуби[англ.].
- Леди Шарлотта Чартерис (20 августа 1806 — 3 марта 1886), она вышла замуж в 1825 году за Эндрю Флетчера из Солтаун-холла (? — 1879).